# Walden Martin
Walden Martin (Grayville, 28 settembre 1891 – Largo, 17 novembre 1966) è stato un ciclista su strada statunitense.

## Palmarès

### Olimpiadi
- Bronzo a Stoccolma 1912 nella corsa a squadre.